# Cosmia canescens
Cosmia canescens är en fjärilsart som beskrevs av Hans Hermann Behr 1885. Cosmia canescens ingår i släktet Cosmia och familjen nattflyn. Inga underarter finns listade i Catalogue of Life.